# 扎勒乌
扎勒乌（匈牙利語：Zilah，德語：Zillenmarkt或Waltenberg）是位於羅馬尼亞西北部的一個城市。屬特蘭西瓦尼亞地區。2004年，估計有人口62,900人。扎勒乌是瑟拉日縣的首府所在地。